# Campo de exterminio de Jalisco
Se denomina campo de exterminio de Jalisco al centro de entrenamiento y reclutamiento forzado ubicado en el Rancho Izaguirre, municipio de Teuchitlán, Jalisco, México. Ha recibido diferentes nombres por los medios de comunicación, tales como centro de exterminio, campo de concentración, rancho del horror y escuelita del terror. El lugar era operado por el Cártel de Jalisco Nueva Generación, y fue descubierto el 5 de marzo de 2025 gracias a una llamada anónima a un grupo de voluntarios para la búsqueda de personas desaparecidas.

## Testimonios
Según el testimonio de varios supervivientes, el campo había sido operado por el Cártel de Jalisco Nueva Generación desde 2012. El 10 de agosto de 2019 varios cuerpos fueron hallados cerca de la localidad de La Estanzuela por la Guardia Nacional. Algunas personas que aseguraron ser sobrevivientes del campo han narrado que en ese lugar se practicaban actividades criminales como torturas, asesinatos y violaciones.

## Cronología
2012: Despojo de la propiedad
En 2012, Don Genaro Ramírez, propietario original del terreno, fue despojado de su parcela bajo amenazas. Dos hombres llegaron a su domicilio y, mediante intimidaciones que incluían amenazas contra su hija, lo obligaron a ceder la propiedad. Posteriormente, se construyó una barda perimetral y se colocó un portón con la inscripción "Rancho Izaguirre ".
2019: Primeros indicios de actividades ilícitas
El 10 de agosto de 2019, la Guardia Nacional descubrió varios cuerpos cerca de la localidad de La Estanzuela, en las proximidades del rancho. Este hallazgo sugirió la posible utilización del lugar para actividades criminales, aunque en ese momento no se profundizó en las investigaciones.
Septiembre de 2024: Operativo y aseguramiento del rancho
En septiembre de 2024, la Guardia Nacional y el Ejército Mexicano realizaron un cateo en el Rancho Izaguirre. Durante el operativo, liberaron a dos personas privadas de su libertad, detuvieron a diez individuos y aseguraron diversas armas. Sin embargo, no se reportaron hallazgos relacionados con crematorios, fosas o restos óseos en ese momento.
Marzo de 2025: Descubrimiento de un centro de entrenamiento
El 5 de marzo de 2025, el colectivo "Guerreros Buscadores de Jalisco" ingresó al Rancho Izaguirre tras recibir una denuncia anónima. En el lugar, encontraron aproximadamente 200 pares de zapatos, cientos de prendas de vestir y restos humanos calcinados. Este descubrimiento reveló que el rancho funcionaba como un centro de adiestramiento y exterminio operado por el Cártel Jalisco Nueva Generación (CJNG).

## Centro de entrenamiento
Testimonios de víctimas, como la identificada como ‘María’, aseguran que «cuando llegamos, nos percatamos de que estábamos en un lugar que nada tenía que ver con la siembra». Al llegar, encontró a al menos otras 20 personas en la misma situación. «Le puedo asegurar que más de 1,500 personas están ahí», afirmó. Las víctimas eran obligadas a participar en la excavación de fosas, la calcinación de cuerpos y otras prácticas violentas.
El Rancho se ha relacionado con la desaparición de cinco jóvenes provenientes de Lagos de Moreno el 11 de agosto de 2023, pues en un video que muestra a los jóvenes arrodillados y atados de manos, se aprecia una pared con características similares a las de las fotografías del predio, lo que indica que el lugar podría haber estado activo recientemente, incluso después de que fue investigado por las autoridades estatales.

## Impacto y repercusiones

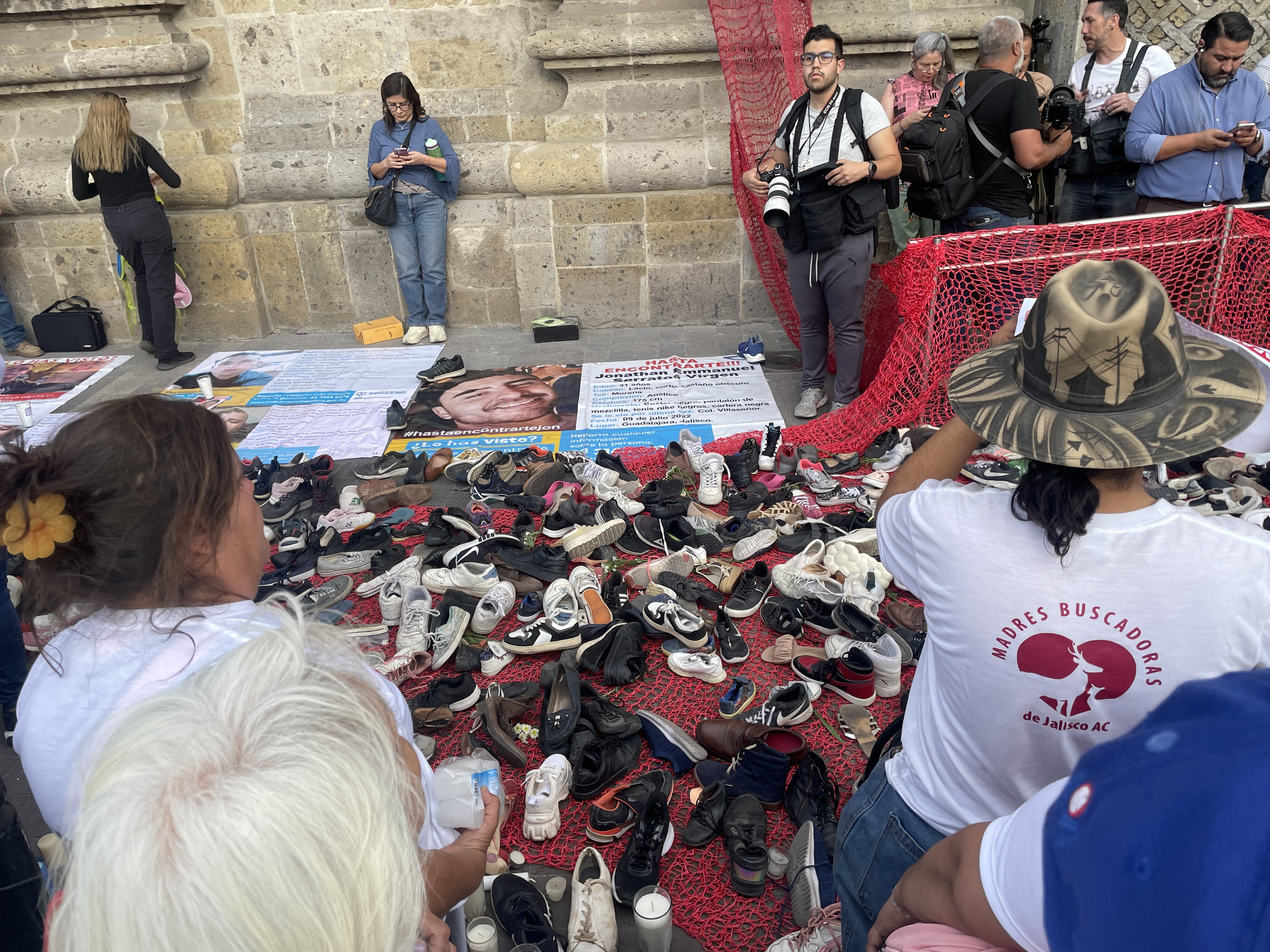
Protesta e instalación de fichas de búsqueda y zapatos afuera del Palacio de Gobierno el 15 de marzo de 2025 en Jalisco.

El hallazgo en el Rancho Izaguirre puso en evidencia la magnitud de la violencia en la región y la existencia de otros centros similares en Jalisco.
La tarde del sábado 15 de marzo de 2025, diversas organizaciones civiles y ciudadanos realizaron en al menos 24 plazas públicas una vigila como forma de protesta y en exigencia de justicia ante este caso.
El lunes 17 de marzo, comenzó a circular un video de redes sociales atribuido al CJNG, donde el cártel se deslinda de los hechos y acusa a los colectivos de búsqueda y medios de comunicación de manipular la información para así «intentar perjudicar al Cártel Jalisco Nueva Generación». Según su versión, el cártel no operaba en la zona y el gobierno no encontró indicios de actividades criminales en el primer cateo al sitio en septiembre de 2024.
El 21 de marzo, colectivos de búsqueda denunciaron acceso restringido al Rancho Izaguirre, por parte de la fiscalía de Jalisco, además de la «limpieza» por parte de las autoridades locales, antes de que se permitiera el ingreso de la prensa y de los colectivos. Se retiraron las prendas y restos humanos que antes habían sido localizados en el sitio, con un paradero desconocido. «No nos explicaron qué habían hecho antes de permitirnos entrar. Pero lo que está claro es que no querían que viéramos lo que había aquí» reclamaron los buscadores.

### Medidas implementadas
17 de marzo de 2025: Anuncio de seis medidas concretas
Durante su conferencia matutina, la presidenta Claudia Sheinbaum presentó seis acciones específicas para enfrentar el problema de las desapariciones en México:
1. Fortalecimiento de la Comisión Nacional de Búsqueda: Se firmará un decreto para reforzar las capacidades de esta institución, con el objetivo de mejorar la localización de personas desaparecidas.[30]
2. Reforma a la Ley General de Población: Se consolidará el Certificado Único de Registro de Población (CURP) como la fuente única de identidad, permitiendo cruzar datos con registros administrativos en todo el país y generar alertas que faciliten la localización de personas desaparecidas.[31][32]
3. Creación de una base única de información forense: Esta base integrará datos de los servicios periciales de las 32 fiscalías estatales y de la Fiscalía General de la República (FGR), mejorando la identificación de restos humanos.[33]
4. Equiparación del delito de desaparición con el secuestro: Se unificarán las penas y los procedimientos de investigación en todas las fiscalías para tratar ambos delitos de manera similar.
5. Publicación mensual de cifras sobre desapariciones: El Secretariado Ejecutivo del Sistema Nacional de Seguridad Pública publicará mensualmente datos actualizados sobre desapariciones en el país.
6. Presentación de un informe detallado por parte de la FGR: La Fiscalía General de la República presentará un informe detallado sobre el caso de Teuchitlán.

21 de marzo de 2025: Compromiso con la transparencia
La presidenta Sheinbaum enfatizó la importancia de "decir siempre la verdad" en relación con el caso de Teuchitlán, asegurando que su gobierno no construirá "verdades históricas" y que se esclarecerán los hechos mediante evidencia científica.
25 de marzo de 2025: Atracción del caso por la FGR
Tras semanas de tensiones entre la Fiscalía General de la República (FGR) y la Fiscalía de Jalisco, la FGR asumió el control de la investigación del Rancho Izaguirre, con el objetivo de esclarecer los hechos y deslindar responsabilidades.